# HMS St Michael (1669)
Lo HMS St Michael è stato un vascello di primo rango da 90 cannoni in servizio nella Royal Navy dal 1669. Nel 1706 ridenominata HMS Marlborough fu la prima di una serie di sei navi varate dalla Royal Navy con lo stesso nome.  Prestò servizio nella Royal Navy per 143 anni.

## Storia
La costruzione del vascello di secondo rango da 90 cannoni St Michael fu autorizzata il 26 ottobre 1664, la nave venne impostata presso il Portsmouth Dockyard sotto la direzione di John Tippetts, e varata il 30 settembre 1669. La nave entrò in servizio il 16 gennaio 1671 al comando del captain Sir Robert Holmes, passando poi al comando di Thomas Guy (18 maggio 1671-3 luglio 1673) e di Sir John Narborough (1 luglio-1 agosto 1673). Tra il 18 maggio 1673 e il 1674 fu nave di bandiera del contrammiraglio, poi viceammiraglio, Lord Thomas Butler Conte di Ossory. Nel 1672 fu classificato di primo rango, e durante la terza guerra anglo-olandese partecipò alla battaglia del convoglio di Smirne (13 marzo 1671), alla battaglia di Solebay (28 maggio 1672), alla prima battaglia di Schooneveld (28 maggio 1673), alla seconda battaglia di Schooneveld (4 giugno 1673) e alla Battaglia di Texel (11 agosto 1673). Nel 1678 fu assegnato alla Channel Fleet, e il 31 dicembre 1689 fu riclassificato di secondo rango. Il 19 maggio 1692 partecipò alla Battaglia di Barfleur-La Hogue, e nell'ottobre 1694 fu assegnato alla Mediterranean Fleet. Tornò nel Canale della Manica nel 1696, e l'anno successivo andò a Portsmouth per essere poi messo in posizione di riserva il 21 novembre 1705.
Il 18 dicembre 1706 il St Michael iniziò ad essere ricostruito presso il Blackwall Yard, venendo rinominato Marlborough. Il dislocamento salì a 1.509 long tons, la lunghezza a 49,58 m, la larghezza 14,38 m e il pescaggio a 5,64 m. La nave rientrò in servizio il 19 gennaio 1707 al comando del capitano Gerard Ellwes.
Secondo le nuove Disposizioni del 1719, il 5 aprile 1725 fu ordinato che il Marlborough venisse smontato e ricostruito a Chatham, venendo varato nuovamente il 25 settembre 1732. Il dislocamento era di 1.579 long tons, la lunghezza a 49,58 m, la larghezza 14,38 m e il pescaggio a 5,74 m. L'armamento era composto da 26 cannoni da 32 libbre, 26 da 18 libbre, 26 da 9 libbre, 10 da 6 libbre sul cassero e 2 da 6 sul castello di prua. Tra il dicembre 1741 e il 1742 fu nave di bandiera dell'ammiraglio Nicholas Haddock.
L'11 febbraio 1744, durante la battaglia di Tolone, i vascelli Marlborough e Namur sopportarono il peso maggiore del fuoco avversario, e impegnarono pesantemente il vascello spagnolo Santa Isabel (80 cannoni) che ebbe 300 morti e feriti tra i membri dell'equipaggio.
Il Marlborough rimase solo con l'albero di trinchetto, e il suo capitano James Cornewall perse entrambe le gambe, amputate da un colpo di cannone, decedendo poco dopo. Nell'azione persero la altri 42 membri dell'equipaggio, mentre 120 furono feriti su un equipaggio di 750 uomini. Il comando del vascello passò a un suo lontano cugino, Frederick Cornewall, che aveva il grado di primo tenente, che fu anch'egli gravemente ferito e perse il braccio destro. Il corpo di James Cornewall fu sepolto in mare.
Il Marlborough fu ridotta a nave da 68 cannoni nel 1752. Tra il novembre 1756 e il gennaio 1757 fu nave di bandiera del contrammiraglio del rosso Francis Holburne, e tra il 1757 e il 1760 del contrammiraglio del bianco Thomas Coates. Al comando del captain John Howell dal 1761, era nave di bandiera del contrammiraglio George Rodney durante la spedizione contro la Martinica del gennaio 1762. Fu assegnato alla squadra blu della flotta di Sir George Pocock durante la conquista dell'Avana nel 1762. Marlborough, Dragon e Cambridge  bombardarono Forte Moro per diverse ore ma furono così danneggiate dal tiro avversario che dovettero essere richiamate indietro. Il Marlborough ebbe 2 morti e 8 feriti.
Mentre tornava in Gran Bretagna con altre navi da guerra, premi spagnoli e circa 50 trasporti, il Marlborough fu sorpreso da cattive condizioni meteorologiche e il 29 novembre 1762 il suo equipaggio fu costretto ad abbandonare la nave, trasferendosi sull'Antelope, capitano Graves, prima che il vascello affondasse. Di conseguenza il suo capitano Thomas Burnett fu sottoposto a corte marziale e, sebbene scagionato, non ricevette ulteriori comandi fino al 1770.

### Annotazioni
1. ↑  Il comandante Robert Cotton, il capitano Godfrey dei Royal Marines e 40 tra marinai e marines.

### Fonti
1. 1 2 3  Lavery 2003, p. 161.
2. ↑  Colledge, Warlow 2006, p. 216.
3. 1 2 3 4 5 6 7  Threedecks.
4. 1 2 3 4 5  The Age of Nelson.
5. 1 2  Lavery 2003, p. 166.
6. ↑  Threedecks.
7. 1 2 3  Lavery 2003, p. 169.
8. ↑  Threedecks.
9. ↑  Mathews 1745, p. 118.
10. 1 2 3  Threedecks.
11. ↑  Exeter.